# Anomis satellifera
Anomis satellifera là một loài bướm đêm trong họ Erebidae.